# Складна система
Складна́ систе́ма — система, поняття, що широко використовується в сучасній науковій літературі і вказує на специфічні особливості об'єктів дослідження практично в усіх розділах природничих та гуманітарних наук. Саме ця всеохопність терміна пояснює відсутність єдиного загально визначення складної системи.

## Загальна характеристика
Серед численних ознак складної системи основними є наступне:
- відкритість системи;
- здатність до самоорганізації
- ієрархічність та поліструктурність субрівнів організації системогенезу об'єкт-систем;
- відтворюваність системи за умов запуску ієрархічної системогенезу.
При аналізі складних систем розрізняють структурну, функціональну та динамічну складності. По відношенню до задач обчислювальної математики важливе значення має введене А. М. Колмогоровим поняття алгоритмічної складності. Зараз в світі англійською мовою видається 12 наукових журналів, в назві (а отже, і в тематиці) яких вживано термін «Complexity» (Складність).
В програмній інженерії складною системою вважають систему з багатьма рівнями абстрації.
Як правило, в складних системах вдається виділити певні складові елементи (підсистеми). Особливості взаємодії між підсистемами та специфіка реакції системи на зовнішні впливи виключають можливість описати поведінку складної системи лише на основі знань про властивості формуючих її підсистем. Визначальні результати в теорії складних систем, формулюванню критеріїв простоти та складності належать академіку НАН України О. М. Шарковському.
Результати досліджень різного типу складних систем виявили методичну неспроможність редукціонізму, як методу пізнання природи та суспільства. Результати дослідження складних систем стимулюють широке використання принципів холізму, які базуються на класичному висловлюванні Аристотеля, що ціле завжди більше суми його частин.
Для систематичного дослідження в теорії складних систем в 1984 році в США було створено спеціальний дослідницький центр — Інститут Санта-Фе. В дослідженнях з теорії складних систем характерні ключові слова: нестійкість, нерівноважність, незворотність, хаос, самоорганізація.
Методологія вивчення складних систем є предметом численних досліджень в рамках конкретних дисциплін (див., наприклад, фізика складних систем) та в філософії сучасної науки
Поняття «Складна система» широко використовується; у системотехніці, системному аналізі, при дослідженні операцій і системному підході в різних галузях науки, техніки та економіки. Складну систему можна розчленувати (не обов'язково єдиним способом) на кінцеве число частин, так званих підсистем вищого рівня.
Кожну таку підсистему можна у свою чергу розчленувати на кінцеве число дрібніших підсистем і т. ін., аж до отримання підсистем першого рівня, так званої складної системи, які або об'єктивно не підлягають розчленовуванню на частини, або щодо їх подальшої неподільності є відповідна домовленість. Таким чином, підсистема, з одного боку, сама є складною системою (для підсистем нижчого рівня), що складається з декількох елементів, з іншого боку, вона — елемент системи вищого рівня.

## Приклади
До категорії складних систем, перш за все, слід віднести живі організми. Як результат еволюції всі живі організми проявляють три надзвичайно важливі властивості: адаптацію до навколишнього середовища, величезну різноманітність, надзвичайну складність внутрішньої структури. При цьому складність розуміється не в сенсі наявності великої кількості складових елементів (підсистем), а саме в складності механізмів взаємодії між ним та навколишнім світом. Розвиток теорії складних систем дозволив сформувати тезу: хвороба — це втрата складності живою системою.
Основні поняття теорії складних систем формувалися при вивченні властивостей нелінійних динамічних систем. Приклади таких досліджень та їх узагальнення приведені в монографії

Кількість складових елементів, які можна виділити в системі, не є визначальною для того, щоб віднести її до категорії складних систем. Як приклад системи лише з двома елементами вкажемо на фізичний маятник з двох компонентів.

[Складові фізичного маятника та характеристики для опису його руху.

 При значному початковому відхиленні від положення рівноваги маятник починає здійснювати коливальні рухи. Для відображення складності цих рухів досить розглянути траєкторію, яку описує кінець другого компоненту цього маятника. Ця траєкторія відображена на анімації. Складність траєкторії точки в досить простій структурно системі вказує на відсутність прямого зв'язку між структурною та динамічною складністю.

Траєкторія руху кінцевої точки другого компоненту фізичного маятника.

Тут бачимо типову поведінку динамічних систем з сильною нелінійністю. Такі системи проявляють властивість хаотизації руху. Оскільки в математичній моделі таких систем всі характеристики детерміновані, то таке явище одержало назву детермінованого хаосу.
Властивості атома водню такі як спектральні характеристики його випромінювання, є властивості складної системи, які неможливо звести до властивостей його складових — електрона і протона (кожен з яких у свою чергу є системою).

## Порівняння з простою системою
Для розкриття поняття «складна система» доцільно вказати основні відмінності простої та складної системи.

### Проста система
- однозначність зв'язку між зовнішньою дією та реакцією системи.
- малі зміни в характері зовнішньої дії викликають малі зміни в реакції системи.
- передбачуваність. Можливість якісно і кількісно передбачити поведінку системи на будь-якому інтервалі часу.

### Складна система
- циклічна причинність, зворотний зв'язок.
- малі зміни зовнішньої дії викликають суттєві, часто якісні, зміни в реакції системи.
- непередбачуваність.

## Зноски
1. ↑  Neil, F. Johnson (2007). Two's Company, Three is Complexity. A simple guide to the Science of all Sciences. Oxford: Oneword Publications. с. 236. ISBN 978-1-85168-488-5.
2. ↑  fielding, с. 5.
3. ↑  Шарковский, А.Н.; Коляда, С.Ф.; Спивак, А.Г.; Федоренко, B.B. (1989). Динамика одномерных отображений. Киев: Наукова думка. с. 216. ISBN 5-12-000511-Х. {{cite book}}: Перевірте значення |isbn=: недійсний символ (довідка)
4. ↑  Морен, Э. (2005). Метод. Природа природы. Москва: Прогресс-Традиция. с. 464. ISBN 5-89826-165-6.
5. ↑  Лоскутов, A.Ю.; Михайлов, A.C. (2007). Основы теории сложных систем. Москва-Ижевск: Институт компьютерных исследований. с. 620.